# División polinómica
En matemática y concretamente, en álgebra, la división de polinomios  o división polinómica es un algoritmo que permite dividir un polinomio entre otro polinomio que no sea nulo.
El algoritmo es una versión generalizada de la técnica aritmética de división larga. Es fácilmente realizable a mano, porque separa un problema de división complejo, en otros más pequeños.
Sean los polinomios {\displaystyle f(x)} y {\displaystyle g(x)}, donde {\displaystyle g(x)} no es el polinomio nulo, entonces existe un único par de polinomios {\displaystyle q(x)} y {\displaystyle r(x)} tal que:

{\displaystyle {\frac {f(x)}{g(x)}}=q(x)+{\frac {r(x)}{g(x)}}}

o la más conocida

{\displaystyle f(x)=g(x)\cdot q(x)+r(x)}

con el grado de {\displaystyle r(x)} menor que el grado de {\displaystyle g(x)} y el grado de {\displaystyle q(x)} es la diferencia entre el grado de f y de g (para {\displaystyle {\text{gr}}(f)\geq {\text{gr}}(g)} en el caso general {\displaystyle {\text{gr}}(q)=\langle {\text{gr}}(f)-{\text{gr}}(g)\rangle _{+}} ). La división sintética permite obtener el cociente {\displaystyle q(x)} y el resto {\displaystyle r(x)} dado un dividendo {\displaystyle f(x)} y un divisor {\displaystyle g(x)}. El problema se expresa como un problema de división no algebraico:[cita requerida]

{\displaystyle g(x){\overline {\vert f(x)}}}

Todos los términos con exponentes menores que el mayor deben escribirse explícitamente, incluso si sus coeficientes son cero.

## Condiciones de divisibilidad
Si A es un anillo, la división polinómica en A[X] no es siempre posible. Por ejemplo, en Z[X], los polinomios con coeficientes enteros, no es posible dividir.

## División entre un binomio
El cociente y el resto de una división de un polinomio con coeficiones enteros en x entre x+a se pueden hallar usando la división larga, o utilizando la regla de Ruffini. Tiene la propiedad de que el cociente de esta división será un polinomio en x cuyo grado es una unidad menor que el grado del dividendo y cuyo coeficiente del término general del cociente es igual al coeficiente del término general del dividendo. 

### Ejemplos
Encontrar:
{\displaystyle {\frac {x^{3}-12x^{2}-42}{x-3}}}
Se escribe el problema de la siguiente forma (notar que tal como se explicó previamente, se incluye explícitamente el término x, aunque su coeficiente sea cero):
{\displaystyle x-3{\overline {\vert x^{3}-12x^{2}+0x-42}}}
1. Dividir el primer término del dividendo entre el término de mayor grado del divisor. Poner el resultado arriba de la línea horizontal (x3 ÷ x = x2).
{\displaystyle {\begin{matrix}x^{2}\\\qquad \qquad \quad x-3{\overline {\vert x^{3}-12x^{2}+0x-42}}\end{matrix}}}
2. Multiplicar el divisor por el resultado obtenido en el paso previo (el primer término del eventual cociente). Escribir el resultado debajo de los primeros dos términos del dividendo (x2 * (x-3) = x3 - 3x2).
{\displaystyle {\begin{matrix}x^{2}\\\qquad \qquad \quad x-3{\overline {\vert x^{3}-12x^{2}+0x-42}}\\\qquad \;\;x^{3}-3x^{2}\end{matrix}}}
3. Restar el producto obtenido en el paso previo de los términos correspondientes del dividendo original, y escribir el resultado debajo. Tener cuidado al realizar esta operación de colocar el signo que corresponda. ((x3-12x2) - (x3-3x2) = -12x2 + 3x2 = -9x2) Luego, «desplazar hacia abajo» el próximo término del dividendo.
{\displaystyle {\begin{matrix}x^{2}\\\qquad \qquad \quad x-3{\overline {\vert x^{3}-12x^{2}+0x-42}}\\\qquad \;\;{\underline {x^{3}-3x^{2}}}\\\qquad \qquad \qquad \quad \;-9x^{2}+0x\end{matrix}}}
4. Repetir los tres pasos previos, excepto que esta vez utilizar los dos términos que se acaban de escribir en el dividendo.
{\displaystyle {\begin{matrix}\;x^{2}-9x\\\qquad \quad x-3{\overline {\vert x^{3}-12x^{2}+0x-42}}\\\;\;{\underline {\;\;x^{3}-\;\;3x^{2}}}\\\qquad \qquad \quad \;-9x^{2}+0x\\\qquad \qquad \quad \;{\underline {-9x^{2}+27x}}\\\qquad \qquad \qquad \qquad \qquad -27x-42\end{matrix}}}
5. Repetir el paso 4. Esta vez, no hay nada para «desplazar hacia abajo».
{\displaystyle {\begin{matrix}\qquad \quad \;\,x^{2}\;-9x\quad -27\\\qquad \quad x-3{\overline {\vert x^{3}-12x^{2}+0x-42}}\\\;\;{\underline {\;\;x^{3}-\;\;3x^{2}}}\\\qquad \qquad \quad \;-9x^{2}+0x\\\qquad \qquad \quad \;{\underline {-9x^{2}+27x}}\\\qquad \qquad \qquad \qquad \qquad -27x-42\\\qquad \qquad \qquad \qquad \qquad {\underline {-27x+81}}\\\qquad \qquad \qquad \qquad \qquad \qquad \;\;-123\end{matrix}}}
El polinomio arriba de la línea horizontal es el cociente, y el número que queda (-123) es el resto.
{\displaystyle {\frac {x^{3}-12x^{2}-42}{x-3}}={(x^{2}-9x-27)}-{\frac {123}{x-3}}}
Este método es una reminiscencia de los métodos de división utilizados en clases elementales de aritmética.
En algunos casos es importante considerar que X es pequeño frente a 1 y hacer las divisiones al revés, empezando por las constantes (que son los términos mayores) y terminando por los Xn, con n grande. Formalmente, se modifica la definición del grado: d o (Xn) = - n. La diferencia es que ya no hay unicidad, y es necesario fijarse por antelación una precisión, es decir un grado máximo al resto.

Por ejemplo, dividamos {\displaystyle 1} entre {\displaystyle 1-X} al orden 3: el resto deber haber como término más fuerte (aquí el monomio de menor exponente) a lo mejor X4. La igualdad obtenida (en azul) equivale a:
la que, además de ser cierta, es un caso especial de la suma de términos de una sucesión geométrica:

y cada valor de n corresponde a una división euclidiana con una precisión distinta.

Otro punto de vista es considerar a {\displaystyle 1+X+X^{2}+\ldots +X^{n}\ } como el inicio del desarrollo de {\displaystyle {\frac {1}{1-X}}} en serie de Taylor.
Más generalmente, la serie de Taylor de una función racional se obtiene mediante la división euclidiana de la serie de Taylor del numerador por la del denominador. 
Por ejemplo, considérese la función trigonométrica tangente: {\displaystyle \tan ={\frac {\sin }{\cos }}}, y busquemos su desarrollo alrededor de 0 al orden 5. Hay que conocer las series al orden 5 (por lo menos) del seno y del coseno, y dividirlas descartando sistemáticamente los términos de orden mayor que aparecen en el cálculo. Como la función tangente es par, solo hay tres monomios (en X, X³ y X5) que buscar.
El resultado es {\displaystyle \tan x=x+{\frac {x^{3}}{3}}+{\frac {2x^{5}}{15}}+O(x^{7})}
La división euclidiana también existe en los anillos de polinomios de múltiples variables K[X,Y,Z, …], donde hay varias maneras de definir el grado (parcial, total…) y otras tantas de proceder a la división.